# .ag
.ag (Antígua e Barbuda) é o código TLD (ccTLD) da Internet para Antígua e Barbuda.
Os registros podem ser feitos no segundo nível, diretamente sob o domínio .ag, ou no terceiro nível. Não há restrições em relação a quem pode fazer os registros.[carece de fontes?]
Em países de língua alemã este domínio pode ser utilizado para sites relacionados à agricultura,[carece de fontes?] ou para sites que referenciam o símbolo atômico da prata (Ag).

## Domínios de segundo nível
- .com.ag
- .org.ag
- .net.ag
- .co.ag
- .nom.ag